# إسماعيل بن موسى منك
إسماعيل بن موسى منك (بالإنجليزية: Ismail ibn Musa Menk)، أو المفتي منك، شيخ مسلم وحاليا المفتي الأكبر في زيمبابوي.
حفظ القران الكريم وعمره 9 سنوات. تعلم اللغة العربية واللغة الأردية في عمر 12 سنة وتلقى الأحكام الشرعية على يد والده الشيخ موسى. تخرج من الجامعة الإسلامية بالمدينة المنورة، وحصل على الشهادة الجامعية في الشريعة على المذاهب الأربعة ثم التحق بدار الإفتاء بدار العلوم في الهند وحاليا إمام مسجد هراري في زيمبابوي.

## نشأته وتعليمه
ولد الشيخ إسماعيل منك في هراري، حيث أكمل دراسته الأولية، ثم حصل على شهادة البكالوريوس في الشريعة الإسلامية من الجامعة الإسلامية في المدينة المنورة. ثم ذهب إلى غوجارات في الهند للتخصص في الفقه.

## عمله
هو مدير دار الأمة (المركز التربوي الإسلامي) الذي يلبي الاحتياجات التعليمية للسكان المسلمين في زيمبابوي. الشيخ منك معروف في شرق أفريقيا خصوصا وهو يقوم بالتعليم أيضا على نطاق عالمي.

## جدال حول الشيخ
وصفته صحيفة هافينغتون بوست بأنه «داعية إسلامي معادي لمثليي الجنس» حيث أنه وصف مثليي الجنس بأنهم «قذرون». في عام 2013، كان من المقرر أن يزور ست جامعات بريطانية هي: أوكسفورد، ليدز، ليستر، ليفربول وكارديف وغلاسكو، ولكن تم إلغاء الجولة بعدما عبرت الاتحادات الطلابية ومسؤولو الجامعة عن قلقهم بشأن آرائه. وتضمنت إحدى خطب الشيخ هذه الكلمات: «كيف يمكن أن تشارك في أعمال الرذيلة مع نفس الجنس... إن القرآن يقول بوضوح أنه من الخطأ ما تقومون به... الله يتحدث عن كيف القذرة وهذا هو... مع كل نتيجة؟. الاحترام للحيوانات، (مثليون جنسيا) هم أسوأ من الحيوانات».

## الحظر في سنغافورة
في 31 أكتوبر 2017 حظرت سنغافورة مينك من حدودها لأنها تعتقد أنه يعبر عن وجهات نظر لا تتوافق مع قوانينها وسياساتها متعددة الثقافات. قالت وزارة الشؤون الداخلية في سنغافورة في بيان إن قرارها برفض طلب مينك للحصول على تصريح عمل قصير الأجل نابع من «تعاليمه المنقسمة على الفصل والانقسام».
وأصدر مجلس العلماء في زيمبابوي، بيانًا للتعبير عن «الأسف والفزع» بشأن الحظر. وقالت إن مينك كان «رصيدًا لزمبابوي متعددة الثقافات والديانات» وأنه يجب على المشاهدين «الاستماع إلى خطبه بالكامل» وليس «مقاطع معدلة لبضع دقائق» لرؤية المسار المعتدل الذي اختاره.

## الحظر في الدنمارك
في نوفمبر 2018 منعت الحكومة الدنماركية مينك من دخول حدودها.

## الجوائز والتقدير
تم تكريم مينك بدكتوراه فخرية في الإرشاد الاجتماعي من كلية ألدرسجيت في الفلبين وكذلك كلية ألدرسجيت في دبلن، أيرلندا في 16 أبريل 2016.
في عام 2015 منح جائزة القيادة العالمية في التوجيه الاجتماعي من قبل مجلة كوتشين هيرالد الهندية.
تم إدراجه من ضمن أكبر 500 مسلم تأثيرًا في عام 2014 وعام 2017.

## وصلات خارجية
- إسماعيل بن موسى منك على موقع Google Play (الإنجليزية)
- الموقع الرسمي